# Omarska
Omarska (en serbe cyrillique : Омарска) est une localité de Bosnie-Herzégovine. Elle est située sur le territoire de la ville de Prijedor et dans la république serbe de Bosnie. Selon les premiers résultats du recensement bosnien de 2013, elle compte 3 230 habitants.

## Géographie
Omarska est située près de Kozarac et de la ville de Prijedor. Autrefois, Omarska formait une municipalité à part entière rassemblant 10 villages (Petrov Gaj, Kevljani, Lamovita, Bistrica, Verići, Niševići, Gradina, Jelićka, Krivaja et Marićka) sur une superficie de 246,73 km2.
La localité a une température annuelle moyenne de 12 °C. Les précipitations annuelles sont de 1 200 mm. Elle est située à l'est du lac de Saničani ; la rivière Gomjenica, un affluent droit de la Sana, traverse le sud de son territoire.

## Histoire
Pendant la 2e Guerre mondiale Omarska, fut le lieu du massacre de nombreux Serbes, les massacres étaient perpétrés par une milice musulmane sous l'autorité des Croates Oustachis
Durant la guerre de Bosnie-Herzégovine, Omarska fut le lieu d'implantation du camp de concentration d'Omarska mis en place par les autorités de la république serbe de Bosnie entre 1992 et 1995. Dans ce camp, dénommé officiellement centre d'investigation, les détenus étaient majoritairement des civils bosniaques musulmans et des Croates catholiques et juifs que les Serbes accusaient d'activités paramilitaires (amitié avec des musulmans et des croates), mais également des femmes[réf. nécessaire].

## Démographie

### Évolution historique de la population dans la localité
| 1948 | 1953 | 1961  | 1971  | 1981  | 1991  | 2013  |
| ---- | ---- | ----- | ----- | ----- | ----- | ----- |
| -    | -    | 2 373 | 2 704 | 3 280 | 3 436 | 3 230 |

|  |

### Répartition de la population par nationalités

#### 1971
Selon le recensement de 1971, la population de l'ex-municipalité d'Omarska était constituée de 16 084 Serbes, 2 198 Musulmans (nationalité), 376 Croates et 433 autres, soit un total de 19 044 habitants pour une densité de 68 habitants par kilomètre carré.

#### 1991

##### Communauté locale
En 1991, la communauté locale d'Omarska comptait 4 667 habitants, répartis de la manière suivante :

## Éducation
Omarska dispose d'une école primaire (école élémentaire), l'OŠ Vuk Karadžić. Les élèves d'Omarska vont pour la plupart au lycée à Prijedor ou à Banja Luka[réf. nécessaire].